# Bjawia
La bjawia ou bjaouia est une pâtisserie tunisienne.
La version de la bjawia à la pistache est particulièrement prisée.